# Thonier

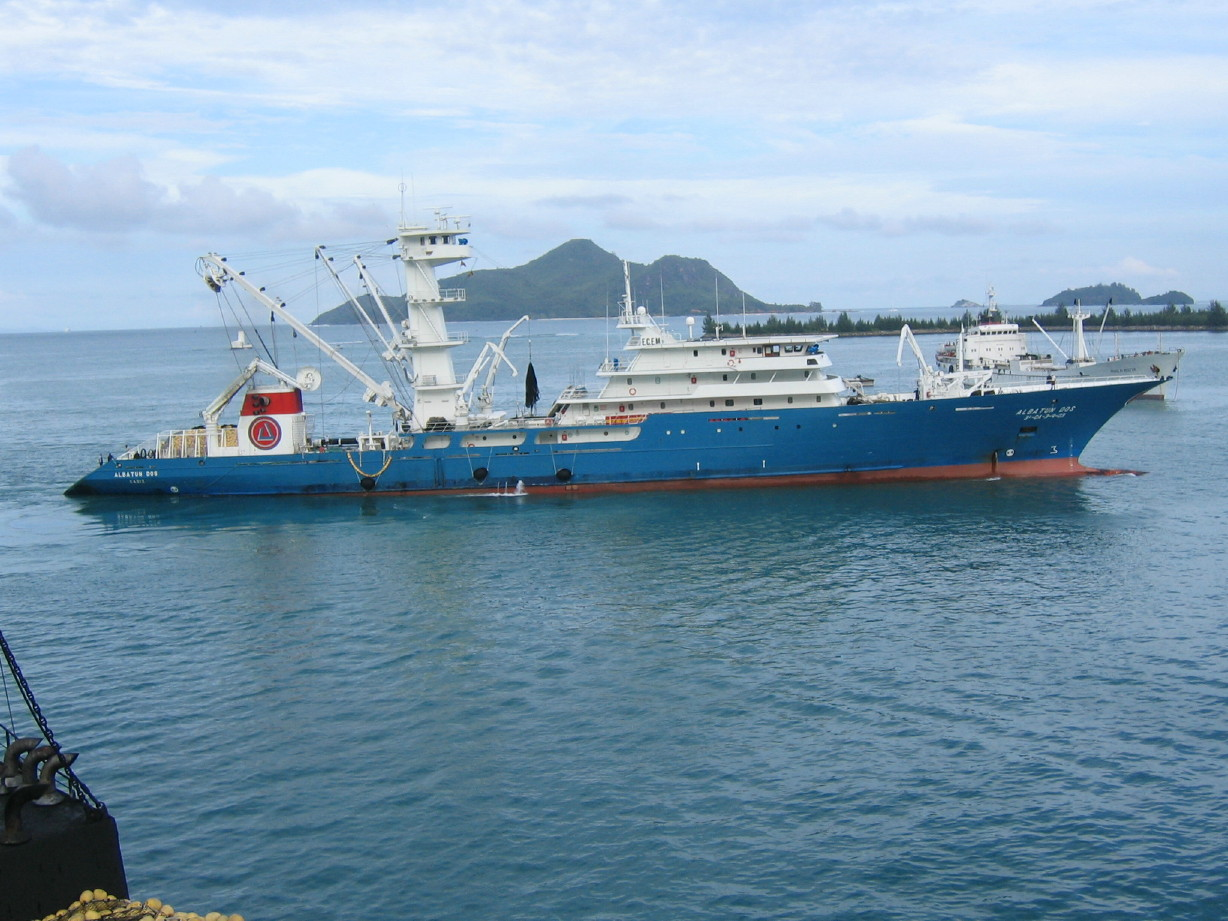
Thonier senneur congélateur de 116 m de longueur : l’Albatun Dos aux Seychelles

Un thonier est un navire de pêche spécialisé dans la pêche au thon. 
Si la pêche au thon remonte à l’Antiquité, à l’aide de madragues, l’utilisation d’embarcations spécifiquement armées pour cet usage n’apparaît semble-t-il que vers le XVIIIe siècle.

## Histoire des thoniers en France
L’origine de la pêche au thon germon à l’aide de bateaux est très mal connue, mais semble ancienne. Les bancs de thons remontant l’Atlantique devant les côtes françaises entre juin et octobre, cette pêche reste très longtemps une activité annexe des pêcheurs de la côte atlantique. En Méditerranée, la pêche au thon se fait longtemps principalement à l’aide de madragues. Les Basques pratiquent traditionnellement cette pêche à bord de leur txalupa, des barques non pontées. Les pêcheurs vendéens et bretons utilisent leur chaloupe sardinière et leur chasse-marée qu’ils arment au thon durant la saison. Ces bateaux, de petite taille, non pontés, sont conçus pour une pêche côtière, ils sont mal préparés à supporter un éventuel gros temps. Les marins doivent donc pouvoir très rapidement rejoindre leur port dès que le vent forcit.
Au début du XVIIIe siècle, des pêcheurs de l'Île-d'Yeu commencent à armer systématiquement des chasse-marées et des sloups — ou sloops — (une vingtaine en 1727) pour la pêche au thon dans les eaux du golfe de Gascogne.

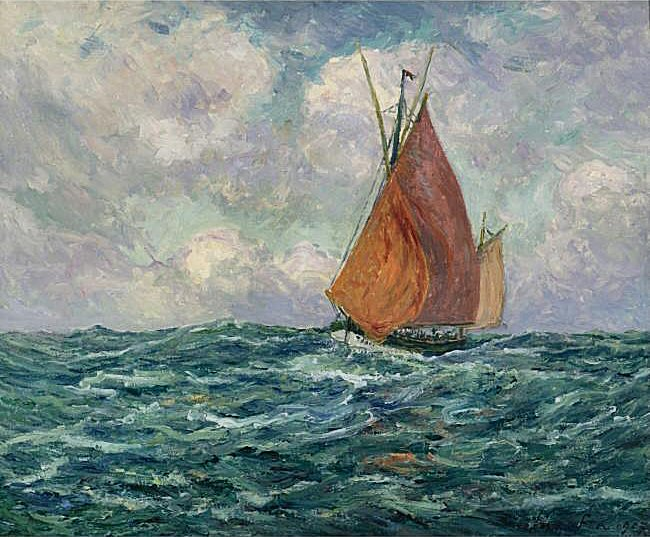
Thonier en mer, 1907
Maxime Maufra
Collection privée, Vente 2012

Vers les années 1850, les pêcheurs de l’île de Ré engagent des pêcheurs islais (de l’île d’Yeu) et se font enseigner les techniques de pêche au thon. Dès 1860, une quarantaine de bateaux arment épisodiquement au thon durant la saison. À l’imitation de Yeu et Ré, Groix et Les Sables-d'Olonne commencent au milieu du XIXe siècle à s’intéresser sérieusement à la pêche au thon, qui procure un supplément substantiel de revenu aux pêcheurs. Mais si le thon longe les côtes basques, il remonte ensuite le golfe plein nord, s’éloignant progressivement des côtes. La pêche au thon pour les Vendéens, et encore plus pour les Bretons, est une pêche de haute mer. Cela entraîne deux types de contraintes : posséder des bateaux aptes à tenir la haute mer, pouvoir revenir rapidement au port afin de vendre le produit de la pêche tant qu’il est consommable, mais aussi en cas de tempête.
Groix, qui a introduit la pêche au thon en Bretagne, devient le premier port thonier de France, et le reste de 1870 à 1940, au point de quasiment abandonner toute autre activité. Si les sablais et les islais arrivent encore à trouver le thon à proximité de leur port d’attache, les groisillons doivent impérativement s’armer pour la haute mer. Ils modifient en conséquence progressivement leurs chaloupes sardinières.
Les chaloupes sardinières sont en 1819 de faible tonnage, moins de 6 tonneaux en général, et moins de 10 tonneaux en 1835. En 1854, les chaloupes jaugent jusqu’à 18 tonneaux, et certaines commencent à être pontées. La mise en place d’un pont, limitant fortement les volumes d’eau embarqués en cas de grosse mer, permet d’envisager l’éloignement progressif des côtes dans de meilleures conditions de sécurité. Les groisillons, qui se sont spécialisés entre autres dans le transport et la spéculation commerciale sur la sardine, augmentent le tonnage et pontent leurs chaloupes, afin de se faire une place dans cette activité économique. Ils trafiquent la sardine en été entre la Bretagne et les côtes espagnoles sur leurs rapides embarcations, qu’ils arment l’hiver pour la drague. Leurs chaloupes pontées sont des navires à tout faire. Ils côtoient ainsi régulièrement les pêcheurs de l’île d’Yeu et de Ré. Et commencent à s’adonner à la pêche au thon en complément des autres activités. Les techniques et le vocabulaire sont empruntés aux pêcheurs islais qui pratiquent régulièrement cette pêche depuis bien avant la Révolution française.
Vers 1850, les progrès fulgurants de la voile, symbolisés par les grands clippers transatlantiques, l’invention de la conserverie industrielle, le chemin de fer qui permet de livrer les grandes villes continentales, modifient profondément les activités de pêche. Noël de la Morinière constate en 1817 que 12 chasse-marées et sloops de l’île d’Yeu pratiquent la pêche au thon. Roché et Odin, en 1893, dénombrent environ 500 embarcations armées au thon, employant environ 3 000 marins. En 1934, Krebs dénombre 874 thoniers.
Les chaloupes pontées possèdent d’évidentes qualités, mais aussi quelques défauts rédhibitoires. Un nouveau type de bateau fait son apparition, le dandy, rapidement « francisé » en dundée. Les Britanniques ont donné ce nom au nouveau gréement élégant qui fait son apparition dans les années 1860. Dès 1875, les pêcheurs français, comme d’ailleurs allemands et hollandais, vont vite adopter ce nouveau type de gréement aux avantages incontestables. Parallèlement à la spécialisation de plus en plus poussée pour la pêche au thon, les coques vont s’affiner progressivement, et le tonnage fortement augmenter.

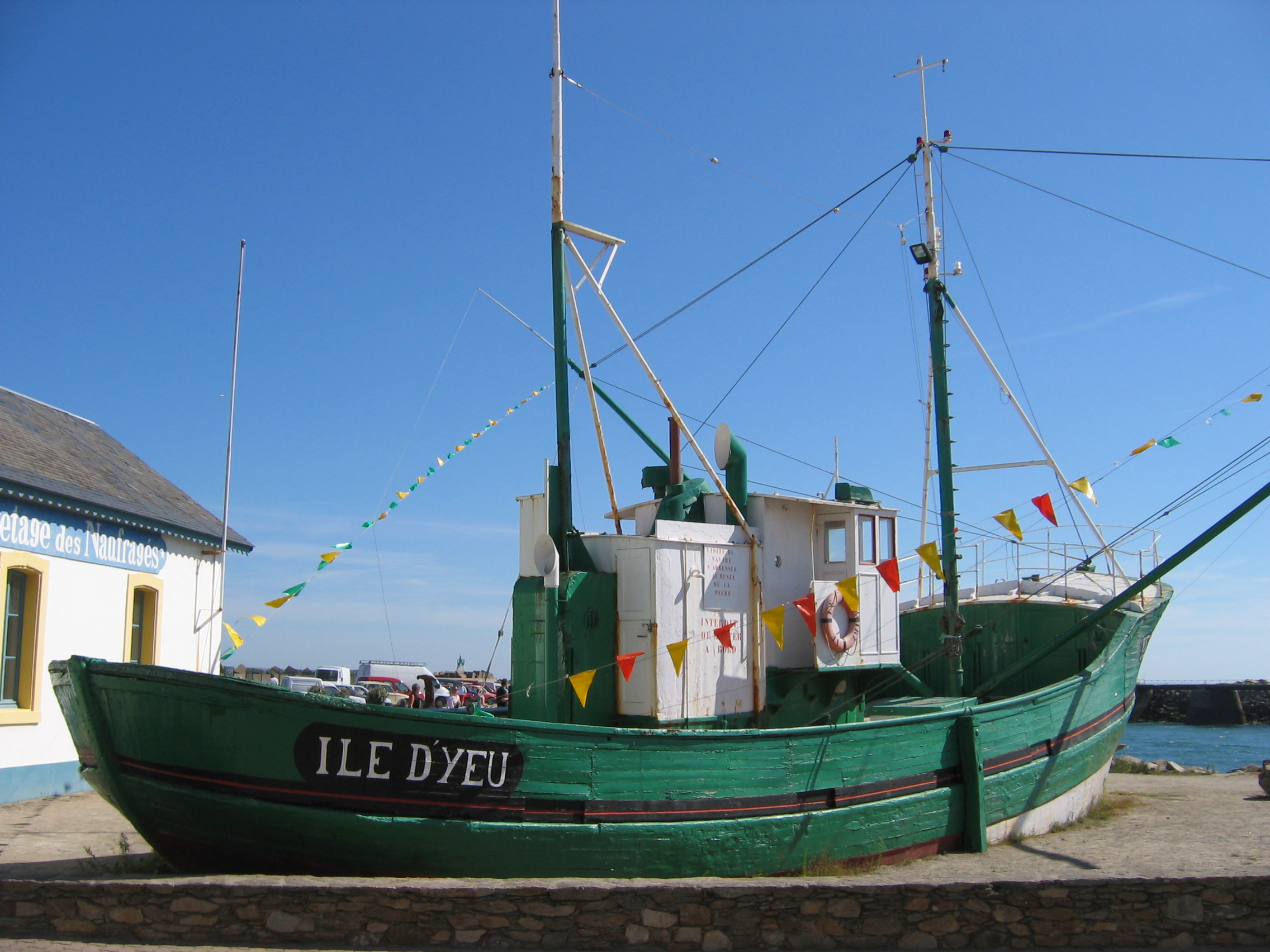
Thonier motorisé à « cul rond » de l’ile d’yeu

À partir de 1905, le thonier dundée « à cul plat » acquiert définitivement sa forme élancée caractéristique en même temps que sa notoriété, et deviendra jusqu’à la veille de la Seconde Guerre mondiale le symbole de la pêche à voile. La quille peut dépasser les 40 pieds de long, et l’ensemble jauger dans les 40 tonneaux.
Après guerre, la motorisation va vite s’imposer et envoyer au cimetière maritime ces élégants voiliers. La motorisation, ainsi que l’épuisement des bancs du golfe de Gascogne, va aussi industrialiser la pêche au thon, amenant aux gros thoniers-senneurs-congélateurs modernes lançant leurs sennes durant 2 mois au large des côtes africaines, pouvant embarquer 500 tonnes de thon dans leurs cuves, avec un équipage d’une vingtaine de marins.
Les armateurs français et espagnols possèdent également des flottilles en océan indien, Port-Victoria est devenu le plus grand port de transbordement de thon de l’océan indien, une usine de transformation et de conserve a été construite sur place et traite près de 400 mt/jour (2006).
De nouveaux thoniers pouvant stocker près de 2 000 tonnes de thon à bord ont été construits. Quelques essais de navire-usine ont été effectués (armement Saupiquet) sans grand succès. La tendance actuelle est aux unités de moyen tonnage pour les Français, les Espagnols construisant encore de gros navires.

## Thoniers à voile sauvegardés

### Biche, thonier dundee de l'île de Groix

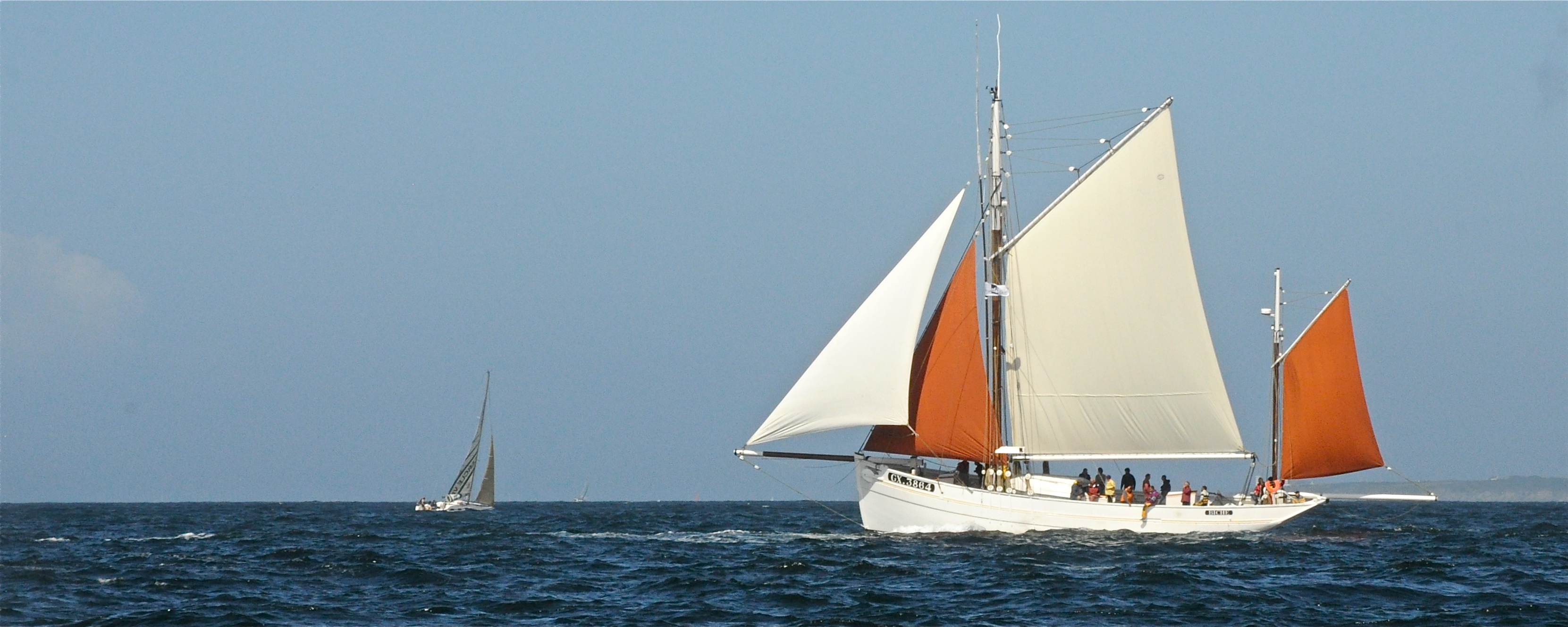
Le Biche, dernier thonier-dundee de l'île de Groix

À Lorient, port de pêche de Keroman, a eu lieu la restauration du Biche, dernier thonier dundee de l'île de Groix. Sauvé il y a quelques années par l'association des amis du BICHE, le bateau de pêche à voile, restauré par le chantier du Guip, a été remis à l'eau le vendredi 22 juin 2012.
Aujourd'hui, Biche est le dernier exemplaire des thoniers dundees de Groix. L'association Les Amis du Biche, forte de ses nombreux adhérents et bénévoles, gère l'exploitation du thonier et propose au public de faire partie de son équipage.
Biche a renoué avec ses activités passées, il participe aux principaux événements maritimes (Semaine du Golfe, Brest, Douarnenez...) et embarque du public pour des sorties en mer à la demi-journée, à la journée ou pour des croisières plus longues ainsi que des campagnes de pêche au thon (l'association propose des campagnes de pêche au thon sur 5 jours en septembre, pour garder la mémoire de la pêche à la voile).
Biche est également régulièrement affrété par des particuliers ou des entreprises pour des sorties en mer ou des réceptions à quai. Biche fait également du cabotage à la voile avec la jeune société bretonne de cabotage à la voile TOWT (TransOceanic Wind Transport).

### Autres
- Vieux Copain (1940), basé à Cherbourg
- Étoile Molène (1954), basé à Saint-Malo
- Nébuleuse (1949), basé à Paimpol
- Arawak (1954), basé à Bordeaux

### À visiter
- Musée de la pêche de Concarneau
- Musée de la pêche de l’île d’Yeu
- Musée des thoniers d’Étel (Morbihan)
- Écomusée de l'île de Groix (Morbihan)